# 三大事件建白運動
三大事件建白運動，是1887年10月日本片岡健吉在元老院因提交建白書《三大事件建白》而發生的政治運動。與大同團結運動一樣，是自由民權運動後期有關的政治運動。

## 始末
1886年，第1次伊藤內閣的外務大臣井上馨為了修改不平等條約而與西方列強使節團開會，會議內容顯示對提高關稅及任用外國人裁判官等事上作出讓步，小村壽太郎、鳥尾小彌太及明治政府法律顧問Gustave Émile Boissonade de Fontarabie對此表示反對。1887年，農商務大臣谷干城為了表示反對外交政策而辭職，因此發生了騷動。
當知遁這些問題後，民權派一起批評政府，一些學生及壯士更在東京發起示威。高知縣的民權派片岡健吉指出，今次的混亂是由於國恥的聚化外交政策及對公眾言論自由壓制所造成的，他更提交被稱為《三大事件建白》的建白書，其內容包括：①確立言論自由；②減少地租以安定民心；③外交回復（即把不平等條約修改為地位對等的條約）。
就在此時，由後藤象二郎帶領的大同團結運動發展至高峰；而除片岡外，尾崎行雄及星亨等人也高呼民權派團結及批評政府。對此，政府在同年12月發佈了《保安條例》，片岡因此被捕，一些民權派人士或被逮捕、通緝，運動無可避免地遭遇挫折。再者，大同團結運動受到影響因而出現分裂，而自由民權運動也進入了大轉角的境地。